# Аледрам I (граф Труа)
Аледрам I ({Алеран I; фр. Aledramn (Aleran); погиб в 852) — граф Труа с 820 года, маркиз Готии с 849 года, граф Барселоны, Ампурьяса и Руссильона с 850 года.

## Биография

### Правление
Точное происхождение Аледрама неизвестно. Существует версия, что он происходил из боковой ветви Каролингов, идущей от графа Отёна и сеньора Перраси Хильдебранда I (около 682—751).
Он был сторонником императора Людовика I Благочестивого, который назначил Аледрама в 820 году наместником (missus dominicus) Нурсии в Италии. Примерно в то же время он получил графство Труа. В 837 году он принимал участие в основании аббатства Монтермей, затем он сопровождал Карла Лысого в Тулузу. В 849 году на ассамблее в Нарбонне Аледрам вместе с Изембартом Отёнским был уполномочен подчинить территории, поддерживавшие короля Аквитании Пипина II. При этом Аледрам получил титул «маркиз Готии».
Аледрам и Изембарт успешно провели кампанию против Гильома, сына Бернара Септиманского, захватив в 850 году графства Барселону, Руссильон и Ампурьяс, при этом Гильом погиб во время осады Барселоны. Аледрам и Изембарт совместно правили до 852 года, когда Аледрам погиб при захвате Барселоны арабами.

### Семья
Жена: Вильдрута, дочь Роберта III, графа Вормсгау
- Аледрам II (умер после 885), граф Лаона
- Вандильмода; муж: Эд I (умер 1 августа 871), граф Шатодена с 846 года, граф Анжу и Блуа в 846—852 годах, граф Труа в 852—858 и 867—871 годах, граф Варе в 859—870 годах, граф Портуа с 867 или 870 года, граф Макона и Дижона с 863 года, граф Отёна с 867 года.